# Canaveilles
Canaveilles är en kommun i departementet Pyrénées-Orientales i regionen Occitanien i södra Frankrike. Kommunen ligger i kantonen Olette som tillhör arrondissementet Prades. År 2022 hade Canaveilles 43 invånare.

## Befolkningsutveckling
Antalet invånare i kommunen Canaveilles
| Referens: INSEE |